# 175-й меридіан східної довготи
175-й меридіан східної довготи — лінія довготи, що лежить на 175 градусів східніше Гринвіцького меридіана. Вона проходить від Північного полюса через Північний Льодовитий океан, Азію, Тихий океан, Нову Зеландію, Південний океан та Антарктиду до Південного полюса.
175-й меридіан східної довготи формує велике коло разом із 5-тим меридіаном західної довготи.

## Список географічних об'єктів, що перетинає 175° сх. д.
Починаючи на Північному полюсі та рухаючись до Південного полюса, 175-й меридіан східної довготи проходить через:
| Координати                                                   | Країна, територія або море | Примітки                                                                                 |
| ------------------------------------------------------------ | -------------------------- | ---------------------------------------------------------------------------------------- |
| 90°0′ пн. ш. 175°0′ сх. д. / 90.000° пн. ш. 175.000° сх. д.  | Північний Льодовитий океан |                                                                                          |
| 72°44′ пн. ш. 175°0′ сх. д. / 72.733° пн. ш. 175.000° сх. д. | Східносибірське море       |                                                                                          |
| 69°50′ пн. ш. 175°0′ сх. д. / 69.833° пн. ш. 175.000° сх. д. | Росія                      |                                                                                          |
| 61°58′ пн. ш. 175°0′ сх. д. / 61.967° пн. ш. 175.000° сх. д. | Берингове море             |                                                                                          |
| 52°30′ пн. ш. 175°0′ сх. д. / 52.500° пн. ш. 175.000° сх. д. | Тихий океан                |                                                                                          |
| 1°27′ пд. ш. 175°0′ сх. д. / 1.450° пд. ш. 175.000° сх. д.   | Кірибаті                   | Проходить через атол Табітеуеа                                                           |
| 1°28′ пд. ш. 175°0′ сх. д. / 1.467° пд. ш. 175.000° сх. д.   | Тихий океан                | Проходить західніше острова Літл-Баррієр[en], Нова Зеландія                              |
| 36°46′ пд. ш. 175°0′ сх. д. / 36.767° пд. ш. 175.000° сх. д. | Нова Зеландія              | Проходить через острів Ваїхеке[en] Проходить через Північний острів — західніше Вангануї |
| 39°57′ пд. ш. 175°0′ сх. д. / 39.950° пд. ш. 175.000° сх. д. | Тихий океан                |                                                                                          |
| 40°53′ пд. ш. 175°0′ сх. д. / 40.883° пд. ш. 175.000° сх. д. | Нова Зеландія              | Проходить через Північний острів — західніше Аппер-Гатта                                 |
| 41°23′ пд. ш. 175°0′ сх. д. / 41.383° пд. ш. 175.000° сх. д. | Тихий океан                |                                                                                          |
| 60°0′ пд. ш. 175°0′ сх. д. / 60.000° пд. ш. 175.000° сх. д.  | Південний океан            |                                                                                          |
| 77°40′ пд. ш. 175°0′ сх. д. / 77.667° пд. ш. 175.000° сх. д. | Антарктида                 | Проходить через Територію Росса (претендує Нова Зеландія)                                |